# Уайт, Марк (футболист, 1961)
Марк Дуглас Уайт (англ. Mark White; род. 5 декабря 1961 года, Новый Орлеан, Луизиана, США) — американский футболист, вратарь.

## Клубная карьера
Родился в Новом Орлеане. Начинал карьеру как игрок в футзал, присоединившись в 1981 году к новообразованной команде Major Indoor Soccer League «Балтимор Бласт», через год перешёл в «Филадельфия Фивер». Впоследствии переехал в Швецию, где выступал за «Упе». Перед сезоном 1986 присоединился к клубу Аллсвенскан «Хаммарбю», став всего вторым иностранным игроком команды за всё время. По ходу сезона вернулся в Америку, где на правах аренды выступал за «Даллас Сайдкикс». В начале 1990-х играл в Юго-Восточной независимой футбольной лиге в составе «Форт-Уорт Кикерс».

## Карьера в сборной
Выступал за молодёжную сборную США. В её составе отправился на чемпионат мира 1981 в Австралию, но на турнире не сыграл.

## Личная жизнь
Закончил старшую школу Уэстбери в Хьюстоне, Техас. В 2020 году перенёс сложную операцию на спине.